# Amolops afghanus
Amolops afghanus es una especie de anfibio anuro de la familia Ranidae.

## Distribución geográfica
Esta especie habita:
- en el norte de Birmania en el estado de Kachin;
- en la República Popular China en la provincia de Yunnan.[2]

## Taxonomía
Esta especie ha sido eliminada de su sinonimia con Amolops marmoratus por Dever, Fuiten, Konu y Wilkinson en 2012, donde fue colocada por Anderson en 1871.

## Etimología
El nombre de su especie le fue dado en referencia al lugar de su descubrimiento, Afganistán. Este lugar es erróneo.

## Publicación original
- Günther, 1858 : Neue Batrachier in der Sammlung des Britischen Museums. Archiv für Naturgeschichte, vol. 24, n.º 1, p. 319-328[3]